# Jiří Hladík (fotbalista)
Jiří Hladík (* 1930) je bývalý československý prvoligový fotbalista.

## Hráčská kariéra
V československé lize nastoupil za Lokomotívu Košice ve dvou utkáních, aniž by skóroval.

### Prvoligová bilance
| Ročník       | Zápasy | Góly | Minuty | Klub              |
| ------------ | ------ | ---- | ------ | ----------------- |
| I. liga 1953 | 2      | 0    | –      | Lokomotíva Košice |
| CELKEM       | 2      | 0    | –      |                   |